# Boejoenda
De Boejoenda (Russisch: Буюнда) is een 434 kilometer lange zijrivier van de Kolyma in de Russische oblast Magadan. Aan de rivier ligt het verlaten dorp Verchnjaja Boejoenda. De naam van de rivier komt van het Evenkse woord boejoenda ("met wilde herten").

## Loop en gegevens
De rivier ontspringt op een hoogte van 1778 meter in het Bergmassief van Kilgan, nabij de waterscheiding tussen de Kolyma en de Zee van Ochotsk. Tijdens haar hele loop doorstroomt de rivier het Kolymagebergte. De belangrijkste zijrivieren zijn aan rechterzijde de Malaja Koepka, Boljaja Koepka en de Elgen (Sbornaja) en aan linkerzijde de Elgen (een andere rivier dan de eerder genoemde Elgen), Talaja, Choertsjan en Gerba. Vlak voor de samenstroming met de rivier de Boerkat begint de rivier zich te vervlechten in meerdere stromen, waarbij de bedding zich uitstrekt over 60 tot 100 meter. In de benedenloop van de rivier loopt de breedte van de bedding op tot ruim 300 meter. Hier bevinden zich een aantal stroomversnellingen. De rivier stroomt uit aan rechterzijde van de Kolyma, op 1573 kilometer van de monding van deze rivier. 
Het stroomgebied omvat 24.800 km². In het stroomgebied van de rivier bevinden  zich ruim 1550 meren. De ijsgang in de rivier duurt van eind oktober tot eind mei. In de periode van hoogwater, van de tweede helft van mei tot eind juni, wordt ongeveer de helft van al het water afgevoerd. De Boejoenda wordt gevoed door sneeuw en regen. Het gemiddeld jaarlijks debiet op 265 km van de monding (bij de instroom van de rivier de Boerkat) bedraagt 87,5 m³/sec (variërend van 1,81 m³/sec in april tot 398 m³/sec in juni). Het verhang bedraagt gemiddeld 3,2 promille.
De rivier was tot de jaren 1920 onderdeel van een transportroute waarlangs nederzettingen aan de Kolyma werden bevoorraad. Speurtochten naar goud langs de rivier in de jaren 1920 leverden echter niets op. Later werd de rivier alleen nog gebruikt om te raften of te vissen op bijvoorbeeld vlagzalm, witvis of kwabaal. In de jaren 1960 ontstond er ook enige toerisme langs de rivier. Tegenwoordig wordt jaarlijks ongeveer 250.000 kubieke meter water gebruikt voor diverse doeleinden. In de winter worden delen van rivier gebruikt voor vervoer. 